# Gurawa intermediatus
Gurawa intermediatus är en insektsart som beskrevs av Singh-pruthi 1936. Gurawa intermediatus ingår i släktet Gurawa och familjen dvärgstritar. Inga underarter finns listade i Catalogue of Life.